# Parham (Antígua e Barbuda)
Parham é uma cidade de Antígua e Barbuda, na costa nordeste de Antígua, com 1276 habitantes (censo de 2001). É a cidade mais antiga da ilha, tendo sido fundada em 1632, e já foi capital. Tem um porto, chamado Parham Harbour, que é muito bem protegido.

## Atrações
- Parham Hill, casa colonial preservada.
- Great Bird Island, no porto de Parham
- Igreja de São Pedro - construída em 1840 pelo arquiteto Inglês Thomas Weekes.